# 獅子王 (2019年電影)
《獅子王》是一部於2019年上映的美國歌舞片，由強·法夫洛執導、傑夫·內桑森編劇、華特迪士尼影業製片。電影改編自迪士尼的1994年同名動畫。主要配音員包括唐納·葛洛佛、塞斯·羅根、奇維托·艾吉佛、阿爾法·伍達德、比利·埃西納、約翰·卡尼爾、約翰·奧利佛、碧昂絲·諾利斯-卡特和詹姆斯·厄爾·瓊斯。電影是基於1994年上映的同名卡通動畫電影，利用CG電腦動畫技術製作的重製版。
《獅子王》於2019年7月19日在美國上映。續集兼前傳電影《獅子王：木法沙》定於2024年7月5日於美國上映。

## 劇情
獅子木法沙的兒子、榮耀國的王子辛巴一直希望能夠追隨父親的腳步，而木法沙的弟弟刀疤卻計劃奪取榮耀國的王座，因而杀害了木法沙，並迫使辛巴流亡。在流亡過程中，辛巴與狐獴丁滿和疣豬彭彭成為好朋友並與牠們一同长大。辛巴的青梅竹馬雌性獅子娜娜找到了辛巴，在山魈的劝说下辛巴决定在他们帮助下一起奪回王座。最后被击败的刀疤遭到他的手下鬣狗啃食，辛巴成為新的国王，和娜娜生育下一代。

## 配音員
| 配音員                                | 配音員                             | 配音員                                                                                          | 配音員                                                 | 角色                | 簡介                                                       |
| 美國                                  | 臺灣                               | 香港                                                                                            | 中国内地                                               | 角色                | 簡介                                                       |
| 唐納·葛洛佛 Donald Glover             | 李勇 黃欣偉(唱)                    | 盧家煒 歐陽豐彥(唱)                                                                             | 张震 杨凯杰(唱)                                        | 辛巴 Simba          | 獅子，榮耀國的王儲。                                       |
| JD·麥克瑞 JD McCrary                  | 陳俊穎 李德恩(唱)                  | 陳晞爾 潘梓博(唱)                                                                               | 王暄博 贺子熠(唱)                                      | 辛巴 Simba          | 年幼的辛巴。                                               |
| 碧昂絲 Beyoncé                        | 張乃文 蔡永淳(唱)                  | 葉嘉敏 白珍寶(唱)                                                                               | 季冠霖 路默依(唱)                                      | 娜娜 Nala           | 獅子。辛巴的童年好友，後來成為戀人。                       |
| 沙迪·萊特·約瑟 Shahadi Wright Joseph  | 曹鈞喬 林宥萱(唱)                  | 崔安子 李穎欣(唱)                                                                               | 王艺璇 潘舒媛(唱)                                      | 娜娜 Nala           | 年幼的娜娜。                                               |
| 塞斯·羅根 Seth Rogen                  | 林谷珍 謝文德(唱)                  | 黃文偉(配唱)                                                                                    | 图特哈蒙                                               | 彭彭 Pumbaa         | 頭腦遲鈍的疣豬，和年幼時逃離故鄉的辛巴成為朋友。           |
| 比利·埃西納 Billy Eichner             | 李勇 張義欣(唱)                    | 陳振聲 陳彥廷(唱)                                                                               | 郝祥海 祝颂浩(唱)                                      | 丁滿 Timon          | 愛說俏皮話的狐獴，和年幼時逃離故鄉的辛巴成為朋友。         |
| 奇維托·艾吉佛 Chiwetel Ejiofor        | 徐健春 梁世達（唱）                | 李家輝 林豪池（唱）                                                                             | 张闻天 张烈夫（唱）                                    | 刀疤 Scar           | 木法沙的奸詐的弟弟和辛巴的叔叔，一直試圖奪取榮耀國的王座。 |
| 詹姆士·厄爾·瓊斯 James Earl Jones     | 林谷珍                             | 周志輝                                                                                          | 周志强                                                 | 木法沙 Mufasa       | 榮耀國的國王和辛巴的父親。                                 |
| 阿爾法·伍達德 Alfre Woodard           | 崔幗夫                             | 莫蒨茹                                                                                          | 杨晨                                                   | 沙拉碧 Sarabi       | 榮耀國的王后，木法沙的妻子和辛巴的母親。                   |
| 約翰·卡尼爾 John Kani                 | 佟紹宗                             | 黃志成                                                                                          | 郭政建                                                 | 拉飛奇 Rafiki       | 有智慧的山魈，榮耀國的巫師和木法沙的密友。                 |
| 約翰·奧利佛 John Oliver               | 符爽                               | 高翰文                                                                                          | 赵震 张琦铭（唱）                                      | 沙祖 Zazu           | 紅嘴犀鳥，榮耀國的總管。                                   |
| 佛羅倫絲·卡松巴 Florence Kasumba      | 杜素真                             | 陳安瑩                                                                                          | 张丽敏                                                 | 桑琪 Shenzi         | 斑鬣狗，刀疤的心腹。                                       |
| 艾瑞克·安德烈 Eric Andre              | 張騰                               | 周凱榮                                                                                          | 吴凌云                                                 | 阿齊齊 Azizi        | 斑鬣狗，刀疤的心腹。                                       |
| 基根-麥可·奇 Keegan-Michael Key       | 夏治世                             | 盧富泰                                                                                          | 李楠                                                   | 卡馬利 Kamari       | 斑鬣狗，刀疤的心腹。                                       |
| 佩尼·約翰森·傑拉 Penny Johnson Jerald | 孫若薇                             | 馬慧琪                                                                                          | 张丽敏                                                 | 沙拉菲娜 Sarafina   | 娜娜的母親。                                               |
| 艾米·塞德麗絲 Amy Sedaris             | 曾詩淳                             | 顧詠雪                                                                                          | 杨晨                                                   | 珠雞 Guinea Fowl    | 本片原創角色。                                             |
| 饒舌者錢斯 Chance the Rapper          | 張至超                             | 陳旭恆                                                                                          | 夏侯落枫                                               | 嬰猴 Bush baby      | 本片原創角色。                                             |
| 喬希·麥克瑞 Josh McCrary              |                                    | 何倬騫                                                                                          | 史浡骅                                                 | 象鼩 Elephant Shrew | 本片原創角色。                                             |
| 菲爾·拉瑪 Phil LaMarr                 | 賈文安                             | 蔡忠衛                                                                                          | 吴凌云                                                 | 高角羚 Impala       | 本片原創角色。                                             |
| J·李 J. Lee                           |                                    | 李建良                                                                                          | 李楠                                                   | 鬣狗 Hyena          | 本片原創角色。                                             |
|                                       | 顏仁宣 蕭蔓萱 林美滿 黃秀偵 梁世韻 | 黎景全 梁偉基 林俊 梁朗賢 梁成德 林豪池 陳彥廷 龔柯允 莫子慧 郭嘉碧 陳希敏 李楚翹 陳文婷 杜偉恆 | 彭博 马智 黄楚茵 岳定辉 刘世超 海洋 李潇潇 王笑文 李琪 |                     |                                                            |

## 製作

### 發展
2016年9月28日，華特迪士尼影業確認強·法夫洛將執導《獅子王》的重拍電影，電影將播放1994年電影中的歌曲。2016年10月13日，據報導迪士尼聘請傑夫·內桑森為電影編寫劇本。同年11月，法夫洛在接受《ComingSoon.net》訪問時表示，他在《與森林共舞》中使用的虛擬攝影技術將在《獅子王》大幅使用。雖然媒體報導《獅子王》是一部真人電影，但實際上是利用照片般逼真的計算機生成的動畫。迪士尼亦沒有把電影描述為真人電影，只表示電影會遵循《與森林共舞》採用“技術開創性”的方法。

### 選角
2017年2月中旬，唐納·葛洛佛加盟並聲演角色辛巴，詹姆士·厄爾·瓊斯繼1994年電影後回歸聲演角色木法沙。2017年3月初，宣佈碧昂絲是法夫洛在娜娜上的首要人選，他和迪士尼願意致力配合她繁忙的日程安排。4月，比利·埃西納和塞斯·羅根分別聲演丁滿和彭彭。7月，約翰·奧利佛加盟並聲演沙祖。8月，阿爾法·伍達德和約翰·卡尼爾加盟，分別聲演沙拉碧和拉飛奇。11月1日，確認碧昂絲加盟並聲演角色娜娜，同時確認奇維托·艾吉佛將聲演刀疤，並宣佈艾瑞克·安德烈、佛羅倫絲·卡松巴和基根-麥可·奇分別聲演阿齊茲、桑琪和卡馬利。J·D·麥克瑞和沙迪·萊特·約瑟聲演年幼的辛巴和娜娜。2018年11月，宣佈艾米·塞德麗絲加盟並聲演原創角色。

### 拍攝
部分場景在肯尼亚实地拍摄，主體製作在2017年中旬於洛杉磯進行。

### 音樂
2017年11月1日，宣佈漢斯·季默將回歸為電影進行配樂。2017年11月28日，據報導艾爾頓·約翰已簽約，在他退休前重新製作他為原作電影所創作的歌曲。
| 版本                                                                         | 版本                                           | 版本                                              | 版本                                           |
| 美国                                                                         | 臺灣                                           | 香港                                              | 中国                                           |
| ---------------------------------------------------------------------------- | ---------------------------------------------- | ------------------------------------------------- | ---------------------------------------------- |
| Nants' Ingonyama/Circle Of Life 演唱：李柏·M 卡門·特威利                     | Nants' Ingonyama/生生不息 演唱：李柏·M 李芝儀  | Nants' Ingonyama/循環不息 演唱：李柏·M 林家蔚     | Nants' Ingonyama/生命循环 演唱：李柏·M 丁爽    |
| I Just Can't Wait to Be King 演唱：JD·麥克瑞 約翰·奧利佛 沙迪·萊特·約瑟      | 等不及成為獅子王 演唱：李德恩 符爽 林宥萱      | 願有天做王者 演唱：潘梓博 高翰文 李穎欣           | 我等不及当狮子王 演唱：贺子熠 张琦铭 潘舒媛    |
| Be Prepared 演唱：奇維托·艾吉佛                                              | 快準備 演唱：梁世達                            | 預備好 演唱：林豪池                               | 准备好 演唱：张烈夫                            |
| Hakuna Matata 演唱：比利·埃西納 塞斯·羅根 JD·麥克瑞 唐納·葛洛佛              | 哈庫那瑪塔塔 演唱：張義欣 謝文德 李德恩 黃欣偉 | Hakuna Matata 演唱：陳彥廷 黃文偉 潘梓博 歐陽豐彥 | 哈库呐玛塔塔 演唱：祝颂浩 冯盛 贺子熠 杨凯杰   |
| The Lion Sleeps Tonight 演唱：唐納·葛洛佛 塞斯·羅根                          | 睡夢中 演唱：黃欣偉 塞斯·羅根                  | 今晚獅子會安寢 演唱：歐陽豐彥 黃文偉              | 今夜狮子在这里休息 演唱：杨凯杰 塞斯·羅根      |
| Can You Feel the Love Tonight 演唱：比利·埃西納 塞斯·羅根 唐納·葛洛佛 碧昂絲 | 唯一所愛 演唱：張義欣 謝文德 黃欣偉 蔡永淳     | 此刻晚上 演唱：陳彥廷 黃文偉 歐陽豐彥 白珍寶      | 這夜晚愛情到來 演唱：祝颂浩 冯盛 杨凯杰 路默依 |
| Spirit 演唱：碧昂絲                                                          | 思念 演唱：蔡永淳                              | 天地 演唱：白珍寶                                 | 天地 演唱：路默依                              |
| Be Our Guest 演唱：比利·埃西納                                               | 請享用 演唱：李勇                              | Be Our Guest 演唱：陳彥廷                         | 欢迎你 演唱：郝祥海                            |
| Nants' Ingonyama/Circle Of Life (Finale) 演唱：Choir                         | Nants' Ingonyama/生生不息 (终曲) 演唱：Choir   | Nants' Ingonyama/循環不息 (终曲) 演唱：Choir      | Nants' Ingonyama/生命循环 (终曲) 演唱：Choir   |

## 發行
電影於2019年7月19日在美國上映，這也是原作電影上映的25週年後。
在東亞地區，電影於2019年7月12日在中國大陸上映，是全球最早上映的地區。台灣上映日期是7月17日，香港則是7月25日。

### 票房
北美方面，外界預估該片能在首映週末能獲得約1.8億至2.3億美元的票房。
台灣方面，首日票房為新台幣1797萬元；首週五天票房為新台幣1.2億元；次週票房累計至新台幣2.12億元；最終全台票房為新台幣3.14億元。
| 上一届： 《蜘蛛人：離家日》 | 2019年美國週末票房冠軍 第29-30週 | 下一届： 《玩命關頭：特別行動》 |
| 上一届： 《蜘蛛人：離家日》 | 2019年台北週末票房冠軍 第29-30週 | 下一届： 《玩命關頭：特別行動》 |
| 上一届： 《反斗奇兵4》      | 2019年香港一週票房冠軍 第30週    | 下一届： 《狂野時速：雙雄聯盟》 |

## 迴響

### 評價
本片獲得了褒貶不一的評價，大部分負評的人認為劇情並沒有創新，大部分好評的人則覺得裡頭呈現的特效和音樂完整呈現當年動畫版的味道。爛番茄根據435條評論，獲得51%的新鮮度，平均得分6／10，觀眾投票則給出82%的分數，平均得分為4.2／5。在Metacritic上，電影獲得了55分。